# Ubaíra (ort)
Ubaíra är en ort i Brasilien.   Den ligger i kommunen Ubaíra och delstaten Bahia, i den östra delen av landet, 900 km öster om huvudstaden Brasília. Ubaíra ligger 339 meter över havet och antalet invånare är 8 069.
Terrängen runt Ubaíra är huvudsakligen lite kuperad. Ubaíra ligger nere i en dal. Närmaste större samhälle är Santa Inês, 17,1 km väster om Ubaíra.
Omgivningarna runt Ubaíra är huvudsakligen savann. Runt Ubaíra är det ganska glesbefolkat, med 42 invånare per kvadratkilometer.